# طريقة رونج-كوتا

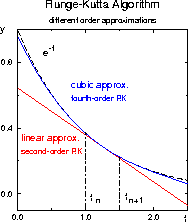

طريقة رونج-كوتا تستخدم في التحليل العددي لحل المعادلات التفاضلية.

## تعريف طريقة رونج-كوتا
كانت طريقة أويلر من الناحية العملية فائدتها قليلة لأنها تتطلب ان تكون قيمه (h) صغيره جدا للحصول علي الدقة الجيده اما طريقة رونج-كوتا فتعطي الدقة الجيده وبجهد اقل حيث لاتحتاج الي حساب المشتقات كما في صيغه أويلر وانما ايجاد قيمه الدالة (f (x ، y عدة مرات لنقاط مختاره لكل فتره من فترات المجال المطلوب.
توجد صيغ مختلفه لطريقه رونج-كوتا حيث يوجد أربعة رتب وخمسة رتب وان اكثرها شيوعا واستخداما هي صيغه الرتبة الرابعة حيث تعطي نتائج دقيقه وسهله الاستخدام وان اشتقاقها يعتمد على طريقه أويلر كما يوجد عدة أساليب لطريقة رونج-كوتا.

## أمثلة على طريقة رونج-كوتا
مثال توضيحي:
صيغه للرتبه الرابعة هي:
(yn=Yn+h/2(k1+2k2+2k3+k4
(k1=f(Xn,yn
(k2=f(Xn+h/2,Yn+h/2k1
(k3=f(Xn+h/2,Yn+h/2k2
(k4=f(Xn+h,Yn+hk3
مثال عملي: 
تستخدم طريقة رونخ-كوتا من الرتبة الرابعة لحل المعادلة التفاضلية y‘=x-y/2x من 1-> 1.2 عندما h=0.04 مره، h=0.1 مرة أخرى وأن y0=0.25
الحل:
x0=1 y0=0.25
y1=y0+h/6(k1+2k2+2k3+k4)
ولإيجاد y1 نحسب k1،k2،k3,k4 حيث n=0 أي أن
k1=f(x0,y0)=x0-y0/2x0
f(1,0.25)=1-1.25/(2)(1)=o.875
k2=f(x0+h/2،y0+h/2 k1)
f(1+0.04/2,0.25+0.04/2*0.875)=f(1.02,02675)=o.8889
k3=f(x0+h/2،y0+h/2 k2)
f(1+0.04/2,0.25+0.04/2*0.8889)=f(1.02,02678)=1.02-
o.2678/2*1.o2=o.8889
k4=f(x0+h،y0+hk3)
f(1+0.04,0.25+0.04*0.8889)=f(1.04,02856)=1.04-
o.2856/2*1.o4=o.9027
وعليه فإن:
y1=0.25+0.04/6(0.875+2*0.8889+2*0.8889+0.9027)=o.2856
ولحساب قيم y2 يعاد حساب k1،k2،k3،k4 مرة أخرى مستخدمين y1 وكما يلي:
k1=f(x1،y1)=f(1.04,0.2856)=o.9027
k2=f(x1+h/2،y1+h/2 k1)=f(1.06,0.3037)=o.9167
k3=f(x1+h/2،y1+h/2 k2)=f(1.06,0.3139)=o.9167
k4=f(x1+h،y1+hk3)=f(1.08,0.3223)=o.9308
y2=y1+h/6(k1+2k2+k3+k4)
y2=0.2856+0.04/6(0.9027+2*0.9167+o.9308)=o.3223